# Балло, Андрей Михайлович
Андрей Михайлович Балло (1865—?) — крестьянин, депутат Государственной думы II созыва от Херсонской губернии.

## Биография
Из потомков греков, переселенцев в Россию. Православный по вероисповедания, крестьянин Херсонского уезда Херсонской губернии.  Выпускник министерского 2-классного училища. Зарабатывал слесарным мастерством, разводил племенной скот, занимался мельничным промыслом. Руководил образцовым хозяйством на собственной купленной земле площадью 417,5 десятин, имел ещё 8,5 десятин надельной земли. После аграрных беспорядков 1905 года отдал купленную землю в аренду. Стоимость недвижимого имущества составляла 1,5 тысячи рублей.
6 февраля 1907 избран в Государственную думу II созыва от общего состава выборщиков Херсонского губернского избирательного собрания. Вошёл в состав фракции «Союза 17 октября» и группы умеренных. Состоял в думской Аграрной комиссии. Участвовал в прениях по законопроекту «Об отмене военно-полевых судов», поддержав их как исключительную меру для борьбы с революцией.
С осени 1907 года после разгона Думы стал членом Херсонской уездной земской управы.
Дальнейшая судьба и дата смерти неизвестны.

### Рекомендуемые источники
- Кузмин С. К. Вторая Дума. 5-го марта 1907 г. СПб., 1907. С. 61-70;
- Тан В. Г. Депутаты второй Думы. Очерки и наброски // Русское богатство. 1907, № 4. С. 75-91.

### Архивы
- Российский государственный исторический архив. Фонд 1278. Опись 1 (2-й созыв). Дело 28; Дело 554. Лист 9.